# Rame (półwysep)
Rame (ang. Rame Peninsula) – półwysep w południowo-zachodniej Anglii, na południowo-wschodnim wybrzeżu Kornwalii. Na północy od stałego lądu oddziela go estuarium rzeki Lynher, na północnym wschodzie – zatoka Hamoaze (estuarium rzeki Tamar), a na południowym wschodzie – zatoka Plymouth Sound. Od południa oblewają go wody kanału La Manche, na południowym zachodzie – zatoka Whitsand Bay. Najbardziej na południe wysuniętą częścią półwyspu jest przylądek Rame Head.
Na półwyspie położone jest miasto Torpoint oraz wsie Anderton, Antony, Cawsand, Crafthole, Cremyll, Freathy, Kingsand, Maker, Millbrook, Portwrinkle, Rame, Sheviock, Southdown i St John. Dostęp drogowy na półwysep możliwy jest jedynie od strony zachodniej, gdzie łączy się on ze stałym lądem. Funkcjonują połączenia promowe między półwyspem a położonym na wschód od niego miastem Plymouth – do Torpoint (samochodowo-pasażerskie), Cremyll (pasażerskie) i Cawsand (pasażerskie, tylko w okresie letnim).
Do głównych zabytków należą ruiny XIV-wiecznej kaplicy na przylądku Rame Head oraz rezydencje arystokratyczne z ogrodami: Mount Edgcumbe i Antony House.
Półwysep nazywany jest „zapomnianym zakątkiem Kornwalii” (Cornwall′s forgotten corner), ze względu na stosunkowo niewielką liczbę odwiedzających go turystów w porównaniu z innymi częściami tego hrabstwa. Wynika to w dużej mierze z jego geograficznej izolacji i położenia poza głównymi szlakami komunikacyjnymi.